# Groaíras
Groaíras är en kommun i Brasilien.   Den ligger i delstaten Ceará, i den östra delen av landet, 1 600 km nordost om huvudstaden Brasília. Antalet invånare är 10 228.
Omgivningarna runt Groaíras är huvudsakligen savann. Runt Groaíras är det ganska tätbefolkat, med 70 invånare per kvadratkilometer.